# Blue Islands
The Welcome Difference
Blue Islands est une compagnie aérienne opérant à partir des Îles Anglo-Normandes. Elle assure des vols vers le Royaume-Uni et l'Europe.

## Histoire
La compagnie est née en 1999. Elle est basée à l'Aéroport de Jersey. La flotte compte 5 avions de type ATR.
La compagnie dessert principalement des aéroports en Grande Bretagne et en Irlande et propose fin 2020 une dizaine de liaisons directes opérées en propre. Le siège social de la compagnie se trouve à Saint-Pierre-Port, à Guernesey. Le dirigeant de la compagnie se nomme Rob Veron.

## Destinations
En décembre 2020, les destinations de Blue Islands opérées en propres et de manière régulière sont au nombre de 10.
| Compagnies      | Destinations                                                                                                 |
| --------------- | --- |
| France          | Paris-Charles de Gaulle                                                                                      |
| Grande Bretagne | Birmingham, Bristol, East Midlands, Exeter, Guernesey, Jersey, Manchester, Newquay Cornouailles, Southampton |
| Irlande         | Dublin |
| Suisse          | En saison : Zurich                                                                                           |

## Flotte

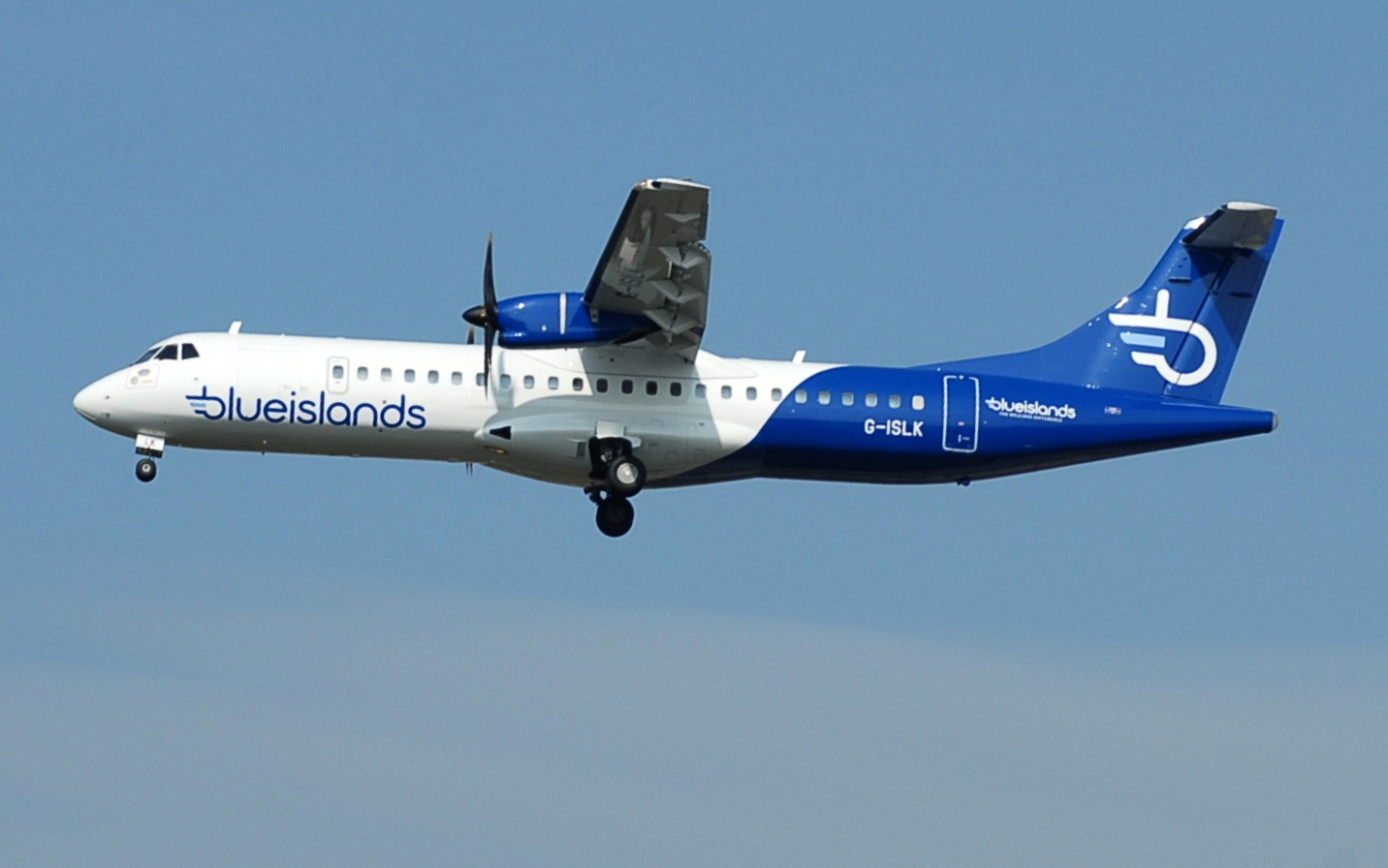
Un ATR 72-500 de Blue Islands avec la livrée actuelle.

### Flotte actuelle
La flotte de Blue Islands est composée des appareils suivants au mois de décembre 2020:
| Appareils  | En service | Commandes | Passagers |
| ---------- | ---------- | --------- | --------- |
| ATR 42-320 | 1          | —         | 46        |
| ATR 72-500 | 4          | —         | 66        |
| Total      | 5          | —         |           |

### Ancienne flotte

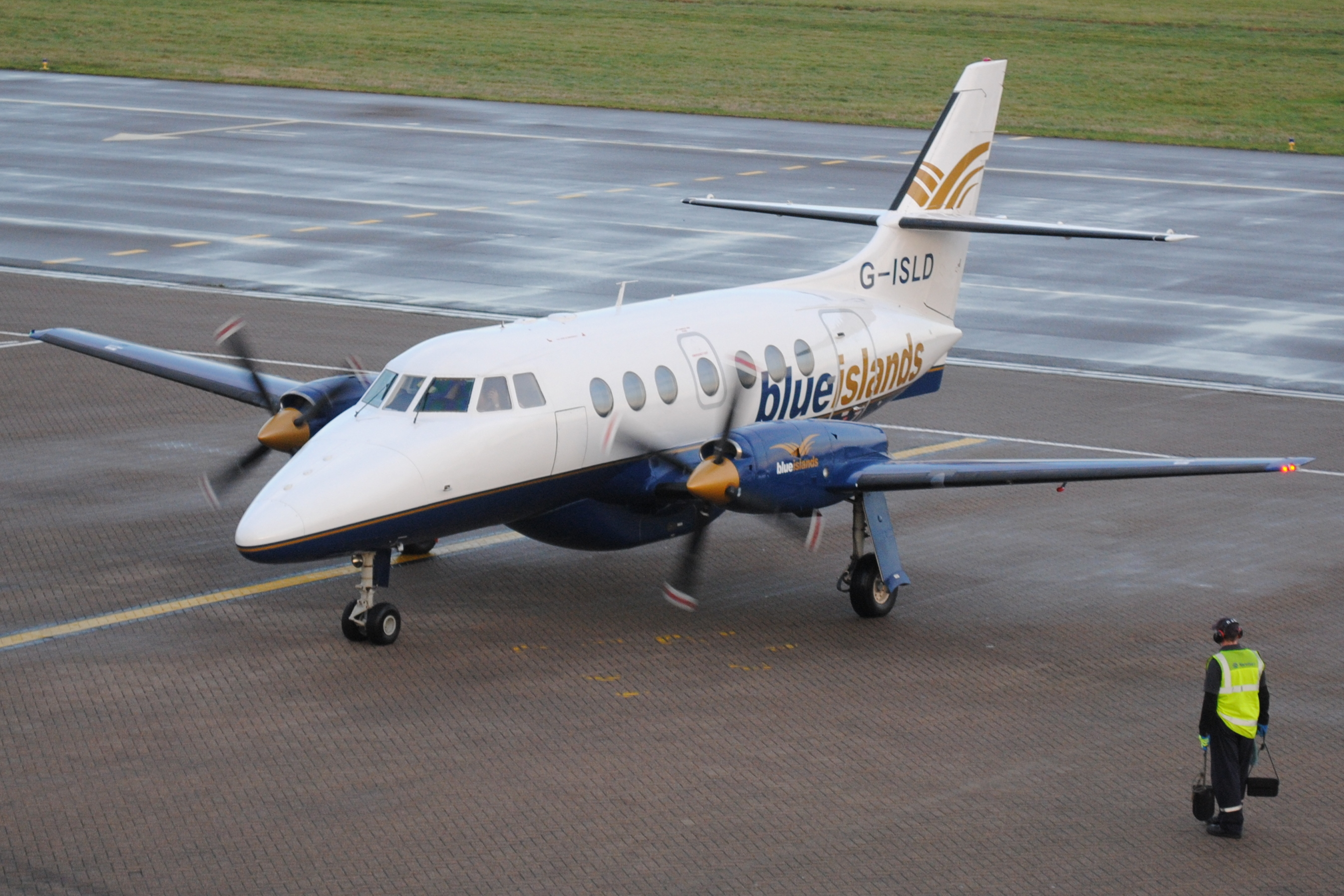
Un BAe Jetstream 32 de Blue Islands

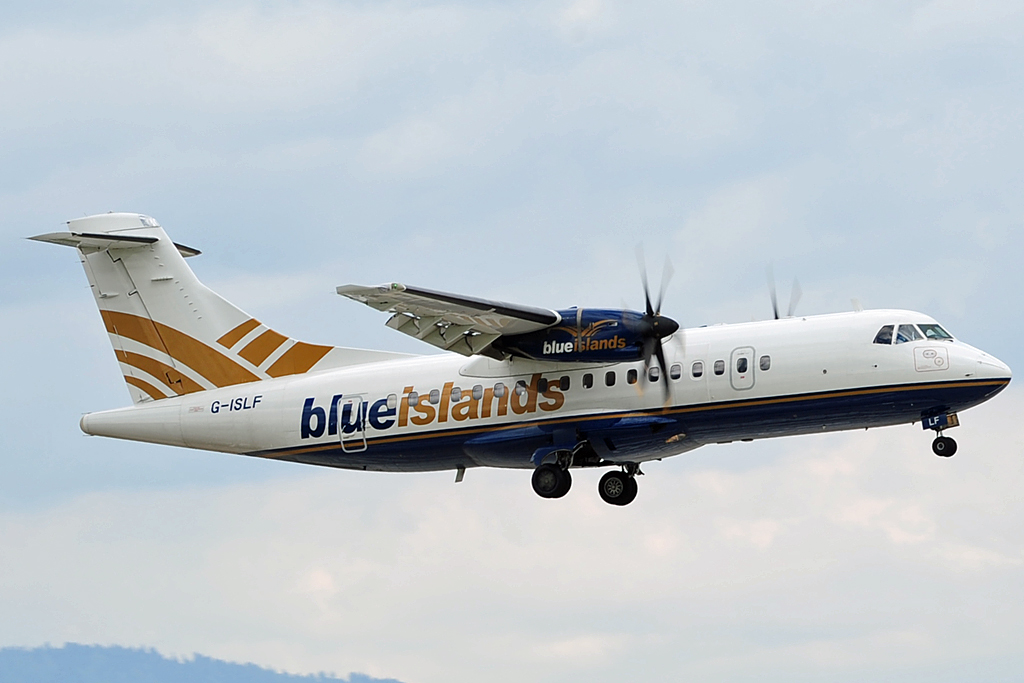
Un ATR 42-512 de Blue Islands dans l'ancienne livrée.

| Type d'avion              | Nombre | Années en service |
| ------------------------- | ------ | ----------------- |
| ATR 42-500                | 1      | 2011–2018         |
| BAe Jetstream 31          | 3      | 2006–2014         |
| Britten-Norman Trislander | 3      | 2001–2011         |
| Britten-Norman Islander   | 4      | 1999–2011         |
| Dornier 328               | 1      | 2007–2009         |
| Fokker 50                 | 2      | 2012              |